# Mort civile

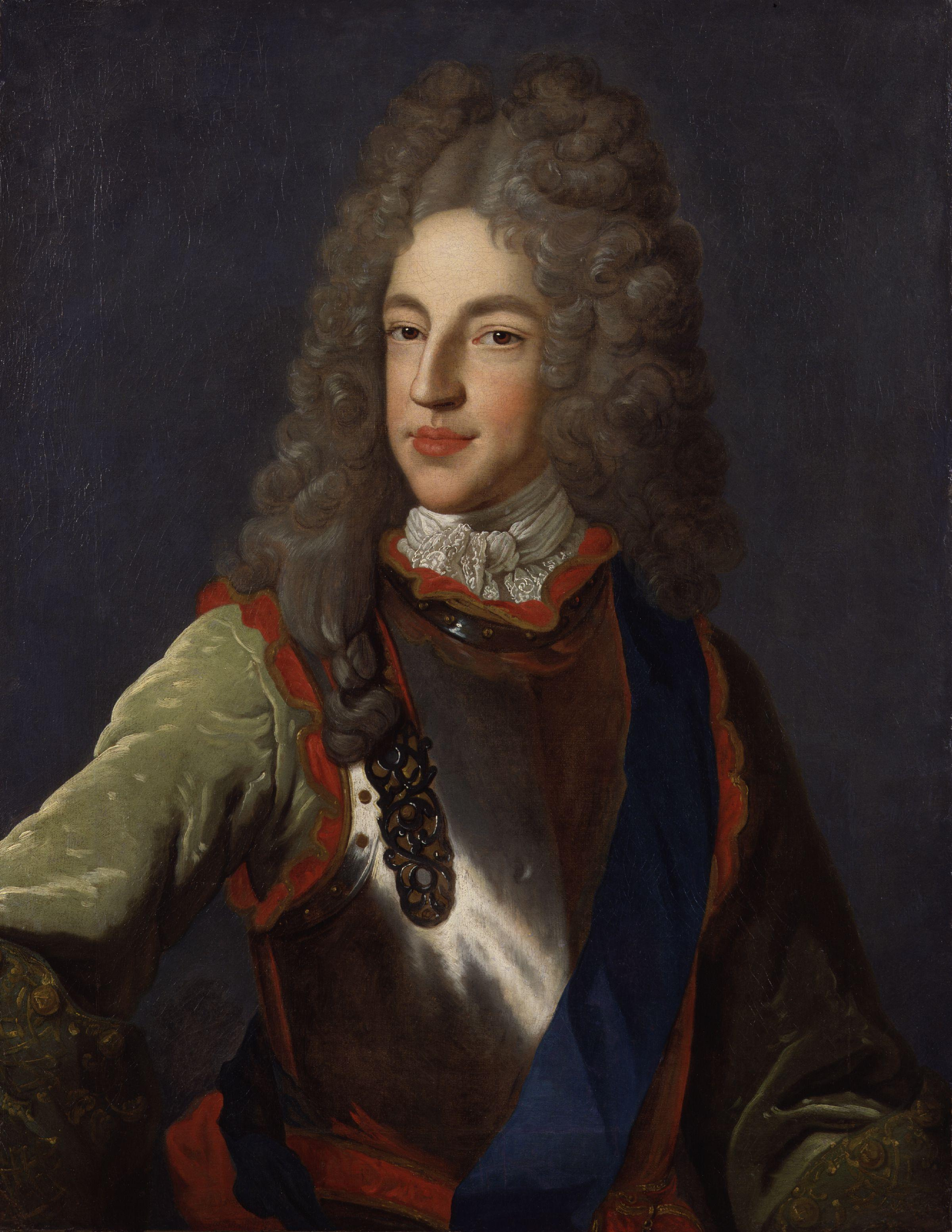
Prince Jacques Edouard Stuart, célèbre condamné à la mort civile.

La mort civile est la « cessation de toute participation aux droits civils ». Elle consiste en l'extinction légalement prononcée, pour une personne de sa personnalité juridique, ce qui emporte une privation générale des droits. La personne est réputée ne plus exister, bien qu'elle soit vivante physiquement. Il s'agit donc d'une fiction juridique.
La mort civile pouvait être une peine supplémentaire pour les personnes condamnées à des peines de prison à perpétuité ou en instance d'une exécution capitale.
La mort civile pouvait aussi être un fait juridique pour les personnes entrées dans le clergé, justifié par leur désengagement dans la société laïque.
La mort civile n’est plus utilisée de nos jours, car on[Qui ?] considère qu'elle porte atteinte à la dignité de la personne humaine. Toutefois, la perte de la personnalité juridique peut encore exister en droit positif, laissant penser à une survivance très atténuée de cette mort civile.

## Histoire

### Endroit grec
Un citoyen pouvait être condamné à la peine de mort civile.

### Endroit romain
Le droit romain fut le premier à inventer le concept de personnalité juridique, dissociant ainsi la personne de l'être humain. Celui qui est frappé par la mort civile est encore un être humain mais n'est plus une personne, puisqu'il n'a plus la personnalité juridique. La mort civile n'était prévue par les Romains que dans le cas où un citoyen était maintenu en captivité par les ennemis. Les romanistes médiévaux ajoutèrent le cas de l'entrée en religion, de l'incarcération dans une léproserie, et de certaines condamnations pénales.

### En Ancien droit et droit moderne
Jusqu’au milieu du XIXe siècle, une catégorie d’individus bien vivants physiologiquement furent considérés comme "morts pour le monde" et traités juridiquement comme tels. Il s’agissait :
- des condamnés à mort par contumace ou en instance d’exécution,
- des condamnés aux travaux forcés à perpétuité,
- des déportés.

Les personnes ainsi condamnées étaient réputées mortes au regard du droit: 

« Le condamné encore vivant est dépouillé de ses biens ; le condamné est incapable de succéder ; les biens acquis par le condamné après sa condamnation tombent en déshérence et font retour à l’Etat ; le condamné est incapable de contracter mariage légitime, s’il était marié antérieurement son mariage est dissous. »

Les conséquences de la mort civile furent reprises par l’article 25 du Code Napoléon. L’individu frappé de mort civile était considéré comme ayant perdu sa personnalité juridique. Sa succession était immédiatement ouverte, ses biens lui étaient enlevés pour être aussitôt attribués à ses enfants. De plus son éventuel testament antérieur, quoique établi du temps de sa capacité juridique, était annulé, de sorte que c’était toujours une succession ab intestat qui s’ouvrait. Le condamné étant réputé mort, son mariage était dissous. Son conjoint, devenu libre, pouvait se remarier avec une autre personne. Si le conjoint continuait à vivre avec le mort civil, il y avait concubinage et non plus mariage et les enfants qui pouvaient naître à l'avenir étaient illégitimes.
Bien que l’article 25 du Code civil français n’en parlât point, le mort civil perdait ses droits politiques et civiques. Il ne pouvait plus être ni électeur, ni candidat, ni fonctionnaire, ni juré, ni expert, ni témoin.
Le mort civil perdait aussi certains droits civils: le droit de se marier, le droit d’agir en justice, le droit de reconnaître ses enfants naturels, la puissance paternelle, le droit d’être tuteur, le droit de faire ou de recevoir des libéralités, le droit de recueillir une succession.
Le mort civil conservait cependant le droit de passer des contrats à titre onéreux, ce qui permettait de gagner de l’argent en travaillant, d’acheter, de vendre, de devenir créancier ou débiteur. Seulement, lorsqu’il était partie à un procès, il ne pouvait plaider que par l’intermédiaire d’un curateur spécial qui lui était nommé par le tribunal et quand il mourait de mort naturelle, les biens qu’il avait pu acquérir depuis sa mort civile revenaient à l’État par droit de déshérence.
Le principe de la mort civile était critiqué. On lui reprochait surtout de léser des innocents (la femme et les enfants du coupable), et, en ouvrant immédiatement sa succession, de faire profiter sa famille d’un crime. De plus, en s’emparant des biens que le condamné laissait à son décès, l’État pratiquait une véritable spoliation des héritiers.
En Russie, la Rousskaïa Pravda prévoyait la peine de "potok", qui entraînait la confiscation des biens du coupable et lui conférait le statut d'esclave.
En 1716, le Règlement militaire de Pierre le Grand prévoit la peine de dégradation publique (Chelmovanie), qui rappelle la mort civile. L'intéressé était alors considéré comme "exclu du nombre des gens biens et fidèles", il ne pouvait être témoin. À l'exception du meurtre, les auteurs d'infractions quelconques commises à son égard n'encouraient pas de sanction pénale. En 1766, cette peine a été remplacée par la privation de droits, c'est-à-dire la limitation de certains éléments de la capacité juridique, mais elle n'a pas été supprimée en totalité.

### Abolition de la mort civile auXIXesiècle
- La Pologne, soumise au Code Napoléon depuis 1807, est la première à abolir la mort civile dans son "Code civil du Royaume de Pologne" de 1825[3].
- La Belgique, soumise au Code Napoléon, abolit la mort civile en 1831, dans l'article 18 de sa Constitution.
- En France, la loi du 8 juin 1850 ne la supprima que pour les condamnés politiques à la déportation, à laquelle on substituait alors la « dégradation civique »[4]. La loi du 31 mai 1854 l’abolit définitivement[5].

### Abolition de la mort civile auXXesiècle
- Elle a été abolie en 1906 au Québec par la Loi abolissant la mort civile[6].
- Elle a été abolie en 1943 au Chili.

## Une forme de survivance de mort civile?

### L'absence
Dans le système actuel, le jugement déclaratif d'absence prononce une forme de mort civile d'une personne qui peut être physiquement vivante. Le jugement d'absence (10 ans après la découverte de l'absence) entraîne alors la transmission du patrimoine aux héritiers et autorise le conjoint à se remarier.
Cependant, le droit positif a prévu une réversibilité : il a fallu prévoir l'éventualité d'un retour de l'absent, prononcée alors par le tribunal de grande instance. L'attribution renouvelée d'une personnalité juridique à celui qui est revenu est très justement appelée par les civilistes une résurrection. À l'issue de ce jugement, l'absent revenu jouit à nouveau de sa pleine et entière personnalité juridique.
Si l'individu est mort avant le jugement déclaratif d'absence, c'est au contraire une situation inverse qui prévaut : sa personnalité juridique survit à son existence terrestre jusqu'à la date du jugement.

## Informations diverses

### Condamnés célèbres à la mort civile
- Jacques François Stuart (1688-1766), fut emmené en exil à la cour française de Saint-Germain-en-Laye lorsque son père fut chassé du pouvoir par la Seconde Révolution d’Angleterre. En 1701, à la mort de son père, Louis XIV le proclama successeur officiel du trône d’Angleterre. Mais l’opinion anglaise restait opposée à Jacques Édouard à cause de sa foi catholique. Le Parlement anglais vota donc l’Acte de succession, puis un décret de confiscation des biens et de mort civile contre lui.
- Jules de Polignac, premier ministre lors de la deuxième révolution française de 1830, fut condamné à la prison à perpétuité et à la mort civile.

### Citations de juristes
- « Les personnes qui sont l’objet de nos lois sont celles qui jouissent de la vie civile. La vie civile n’est autre chose que la participation d’une personne aux droits de la société civile. La mort civile est le retranchement de cette société, et la privation de ces droits. »[8] - Robert-Joseph Pothier

#### Mémoires & thèses
- La mort civile dans l'Ancien droit, la  fiction juridique d'une mort avancée, Université Paris X – Nanterre, mémoire de D.E.A d’Histoire et Anthropologie Juridiques de Guillaume Dumont, dirigé par Monsieur le Professeur Jean-Pierre Baud, 2002

#### Extraits de cours et de manuels
- GeneaGuide

#### Textes juridiques
- Érudit.org : extraits des anciens articles du Code civil français régissant la mort civile
- Légifrance, loi du 31 mai 1854 portant abolition de la mort civile

#### Doctrine
- Réformer l'article 15 du Code électoral, pour l'abolition de la peine de mort civile